# Godefroy de Saint-Victor
Godefroy de Saint-Victor (né vers 1125, mort vers 1194), chanoine de Saint-Victor, est un philosophe, un théologien et un poète. C'est un humaniste chrétien, au même titre que son prédécesseur Hugues de Saint-Victor. Dans le Microcosmus, rédigé vers 1185, il cherche l'harmonie entre l'homme et l'univers, le microcosme et le macrocosme. 

## Biographie
Godefroy nait vers 1125. Il étudie à Paris les arts puis la théologie dans les années 1140-1150 avec Adam de Balsham. Il étudie aussi probablement le droit à l'université de Bologne, comme son ami Étienne de Tournai. Insatisfait de la culture intellectuelle parisienne, il entre dans l'abbaye de Saint-Victor entre 1155 et 1160. C'est là qu'il rédige le Fons Philosophiæ (« La fontaine de philosophie »), une autobiographie intellectuelle inspirée du Didascalicon de Hugues de Saint-Victor. Vers 1180 (?), en désaccord avec le prieur Gautier de Saint-Victor, il quitte le monastère pour un prieuré de campagne où naît le Microcosmus, son ouvrage majeur. Il revient à Saint-Victor vers 1185 (?). L'ouvrage de Simonetta Cerinni, La Révolution des Templiers indique que Godefroy devient à son Abbaye vingt ans après. Il y a un problème de date évident : car de 1180 à 1185, cela ne fait que cinq ans après la mort de son opposant, et demeure à l'abbaye jusqu'à sa mort vers 1194. Il laisse également des homélies et des poèmes. Un de ses poèmes, le Preconium Augustini, est consacré à Saint Augustin.

## Œuvre littéraire
Le Fons Philosophiæ (« La fontaine de philosophie »), rédigé vers 1176, reprend en vers le programme didactique du Didascalicon. Dans la préface, Godefroy présente son œuvre « comme un calice où les sciences humaines se mêlent à la théologie comme l'eau se mêle au vin. » Godefroy y retrace ses souvenirs d'étudiant, et, suivant une image empruntée au Didascalicon, remonte les ruisseaux des arts libéraux jusqu'à leur source première. Dans sa forme symbolique, l'ouvrage présente la formation que Godefroy a reçu à l'abbaye de Saint-Victor. Dans la deuxième partie du poème, l'Écriture est comparée à une rivière, sur les rives desquelles est construite l'Église, la cité de Dieu. Outre une présentation des principaux penseurs anciens, l'ouvrage contient de rares renseignements sur le milieu estudiantin, notamment les disciples de Gilbert de la Porrée, Albéric de Reims, Robert de Melun, Adam de Balsham, et comment les victorins concevaient « les rapports entre la philosophie, la théologie et la vie religieuse. »
Dans le Microcosmus, rédigé vers 1185, Godefroy reprend la vieille doctrine grecque du microcosme, et le rapproche du récit de la création dans la Genèse. Sous la forme d'un commentaire allégorique de l'Hexaméron, Godefroy découvre dans l'œuvre des trois premiers jours de la création une description des dons de la nature humaine, et dans les trois derniers jours, une description des dons de la grâce.

#### Éditions
- Patrologie Latine de Migne, t. 196 ;
- Microcosmus Texte & étude par Philippe Delhaye, Lille, Éd. J. Duculot, 1951. 2 volumes ;
- Fons philosophiæ. Texte publié et annoté par Pierre Michaud-Quantin, Namur-Lille, 1956 ;
- The « Preconium Augustini » of Godfrey of St. Victor, Phillip Damon, Medieval Studies, t. 22, 1960, p. 92-107.

#### Études
- Jean Châtillion, Sermons et prédicateurs victorins de la seconde motié du XIIe siècle, AHDLMA, XXXII, 1965, p. 7-60.
- Michel Lemoine, Les notions de « philosophe » et de « philosophie » dans l'école de Saint-Victor, in Joël Biard, Langage, sciences, philosophie au XIIe siècle, Vrin, 1999, p. 11-22.  (ISBN 2-7116-1417-4) [lire en ligne]
- Françoise Gasparri, Philosophie et cosmogonie : Godefroid de Saint-Victor, p. 119-144, dans Notre Dame de Paris. Un manifeste chrétien (1160-1230), Colloque, éd. Michel Lemoine, Thunhout, Brepols, 2004  (ISBN 2-503-51632-7)[10]
- Jean Jolivet, La philosophie médiévale, dans Histoire de la Philosophie, coll. "Encyclopédie de la Pléiade", Gallimard, 1969, p. 1347.